# Bandeira (Minas Gerais)
Pour les articles homonymes, voir Bandeira.
Bandeira est une municipalité de l'État du Minas Gerais au Brésil.
Sa population était estimée à 4 988 habitants en 2010 et elle s'étend sur 484,680 km2.
Elle appartient à la Microrégion d'Almenara dans la Mésorégion du Jequitinhonha.